# 真夏の夜の淫夢

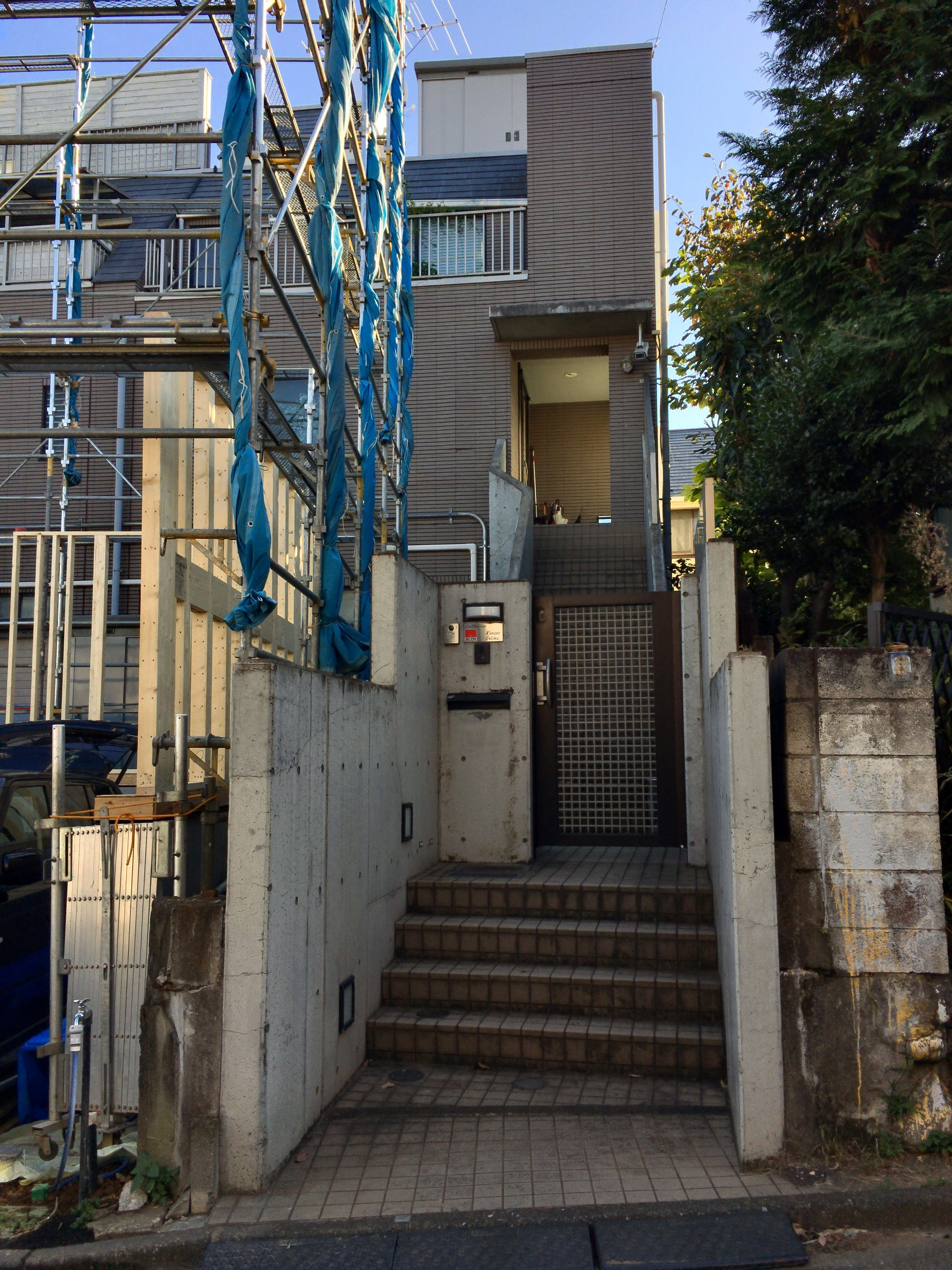
東京都世田谷区下北沢にあるコートファーストステージ正面入口。『真夏の夜の淫夢』を含め、他のCOAT作品でもしばしば撮影に使われる。その経緯から「野獣邸」と呼ばれることもある。

真夏の夜の淫夢（まなつのよのいんむ、まなつのよるのいんむ、通称：淫夢）は、コートコーポレーション（COAT）から2001年（平成13年）7月20日に発売されたゲイビデオ、およびそこから派生したインターネット・ミーム。本記事ではそのインターネット・ミームについて扱う。
このミームの元となった『Babylon STAGE 34 真夏の夜の淫夢 〜the IMP〜』 は2019年（令和元年）時点で、インターネット上でカルト的な人気を誇る作品であると評されている。ミーム化に伴って作品を収録したビデオテープ (VHS) 自体の価格も高騰しており、2025年（令和7年）4月1日にリサイクルショップの駿河屋に入荷された際には、810,810円という高値で販売された。また、過去にも364,364円という高値で販売された。

## ミーム化の経緯

### プロ候補選手のゲイビデオ出演報道
2002年（平成14年）の週刊誌・スポーツ紙での報道をきっかけに作品が日本で有名になった。報道内容はとあるプロ候補のスポーツ選手に似た人物がゲイビデオに出演していた疑惑があるというものであり、インターネット掲示板の2ちゃんねるでも話題となった。当該の作品は『真夏の夜の淫夢』であった。
2004年（平成16年）ごろからは『真夏の夜の淫夢』への出演者が作中で発言した台詞に由来する「アッー！」や「オナシャス！」、2002年（平成14年）の週刊誌のインタビューで疑惑の選手に言及した関係者による「たまげたなあ」の発言などがインターネットスラングとして使用されるようになった。2005年（平成17年）には2ちゃんねるの「ガイドライン板」において「【アッー！】のガイドライン」というタイトルのスレッドが立項されている。

### 動画投稿サイトへの転載とMAD素材化
動画サイトのニコニコ動画においては、2007年（平成19年）には本編動画が転載され、2008年（平成20年）頃から音MADなどいわゆる「MADムービー」の素材に使われるようになった。2010年（平成22年）ごろからこの作品を題材とした動画投稿が急増し、2014年（平成26年）時点で増加の一途を辿っている。
ニコニコ動画で月ごとに注目されていたタグを紹介する「月刊ニコ動人気タグトレンド」では、2014年（平成26年）3月4日から10日において他ジャンルを抑えて関連動画の人気は1位となり、2015年（平成27年）5月においても5位にランクインしている。

### 「野獣先輩」への注目と噂・臆測の拡大
作品の認知度の拡大に伴って、本作品の第四章「昏睡レイプ！野獣と化した先輩」において「田所」役を演じた男優が、通称「野獣先輩（やじゅうせんぱい）」として注目を集めるようになっていった。野獣先輩はインターネット上でさまざまな動画をアップロードされたりMAD動画を製作されたりしているものの、野獣先輩の正体は知られておらず、インターネット上ではさまざまな噂や臆測が飛び交っている。

## 影響

### 「淫夢語録」の流行
『真夏の夜の淫夢』および関連作品中に登場する台詞・音声などは「淫夢語録」と通称されるようになった。この語録を基に動画を用いたMAD動画もしくはそれに類するものや、全く関係の無いゲームの実況プレイ動画に台詞や音声を入れた動画が製作されるなど、日本のインターネット社会、特にニコニコ動画界隈における人気は高く、「淫夢語録」はインターネットスラングとして浸透していると評されている。また人気のアニメやニュースなどに「淫夢」との一致部分を見出して楽しむなどといったことも、ネットニュースで取り上げられている。
淫夢語録から広がったインターネットネットスラングのひとつとして「微レ存」がある。Amebaが行っている「JCJK流行語ランキング」では、2014年（平成26年）に「淫夢語録」である「微レ存」が10位にランクインしている。

#### 企業・団体での使用

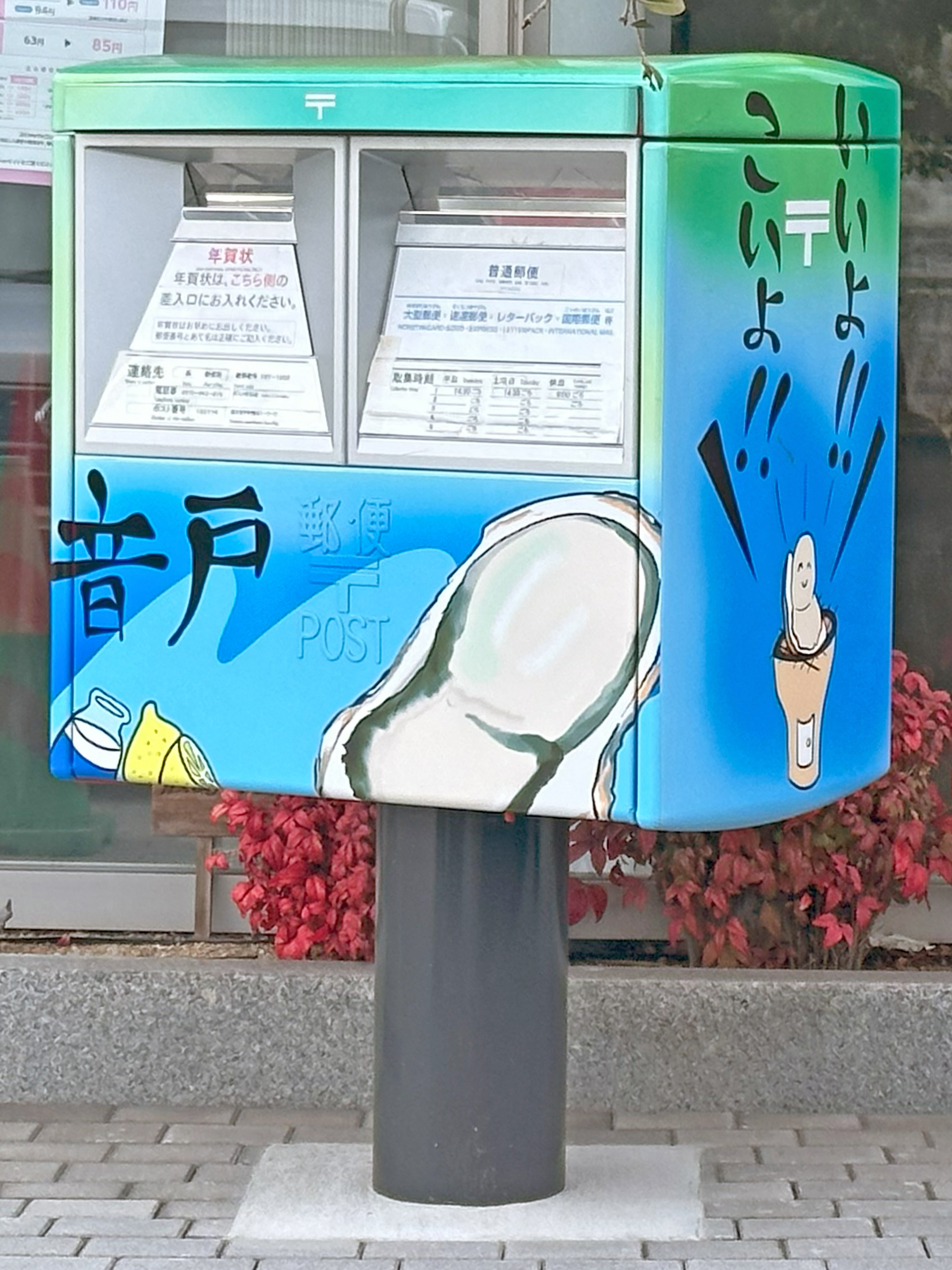
広島県呉市音戸町「音戸観光文化会館うずしお」のラッピングポスト（2025年）

淫夢語録などの知名度を利用して自身の注目を集めようとする行動は、「淫夢営業」とも呼ばれる。企業などがインターネット・ミームを活用した宣伝を行うことがある中、淫夢語録などを使用することは通常はタブーとされている。これは、淫夢ネタを使用すれば多大な注目を集めることができる一方、淫夢がゲイビデオをネタにしたミームであることにより、使用した企業の良識が問われることがあるためである。
2023年（令和5年）1月30日、広島県呉市音戸町の音戸大橋に近接する施設「音戸観光文化会館うずしお」に地元の広島県立音戸高等学校の生徒のデザインによるラッピング郵便ポストが設置された。このポストは地域の特産である牡蠣をPRするイラストが描かれているが、「いいよ!!こいよ!!」など淫夢語録を連想させる言葉も書かれているとして注目された。この件を受けて同年3月に呉市、音戸市民センター、ポストを寄贈した郵便局の間で緊急協議が行われたが、「問題の言葉自体は昔から使われる表現で（淫夢からの）引用意図はなく、高校生が地域を盛り上げるために純粋な気持ちでデザインした」として問題はないと結論付けられている。
2024年（令和6年）9月2日、神奈川県警察本部交通部交通総務課のX（旧Twitter）において「自動車運転時の正しいシートベルト着用」を啓発するポストが投稿されたが、添付画像の「運転姿勢の悪い男性のイラスト」が野獣先輩に似ていると話題となり、数日で6万件のリポストを記録した。神奈川県警の担当者によるとイラストのモデルは野獣先輩ではなく、交通総務課の職員が「街で見かけた乗車姿勢の悪い運転手」をモデルに自作したものとされている。この投稿には神奈川県議会議員の小林たけしも言及しており、小林は自身のXにて「警察からすれば完全なもらい事故であると思うが、正しい姿勢での乗車を啓発する目的は想定以上に達成したと思う」との旨を述べている。
2025年（令和7年）1月には、Xユーザーの1人により、国土交通省北陸信越運輸局長野運輸支局・松本自動車検査登録事務所にある書類（自動車の譲渡証明書）の記入例に「YJ-SNPI」「TDN-114514」など淫夢を連想させる文字列があるとして撮影された画像のポストが投稿され、投稿から数日で1万件のリポストを記録した。その後当該の事務所は「不適切な表現である」と認め、問題とされた資料は回収されたという。
同年3月にも、Xユーザーの1人により、大学受験予備校の東進衛星予備校のある校舎から配布されたポケットティッシュに「いいよ！来いよ！東進に！」という淫夢語録を使用した文章が書かれているとして撮影された画像のポストが投稿され、投稿から数日で3,000件以上のリポストを記録した。運営会社は「担当者に確認したところ、元ネタとなる当該のネットミームを知らず、よく認識しないまま使用していた」とし、当該の配布物はすべて処分したという。

#### 政治家による使用
2025年（令和7年）2月には、都民ファーストの会幹事長で東京都議会議員の尾島紘平がX（旧Twitter）上で本ミームをネタにしたポストを行った。これに対してライターの松岡宗嗣は「いつまで幼稚ないじめを続けるのか」「政治家という立場で同性愛蔑視のネットミームを発信することには責任が問われるのではないか」と反応している。　

### 日本国外での流行
野獣先輩を中心としたミームは、東アジアを中心とした日本国外でも流行している。

#### 中華人民共和国（中国）
中国では、動画サイトのbilibiliを中心に「中国のネットユーザーで知らない人はいない」と言われるほど流行している。検閲や規制の厳しい中国においては「同性愛が禁忌とされる中で、『淫夢』が政府へのささやかな抵抗となっている」との見方もなされている。
また、中国国内で知名度の高い日本人にはこれまで女優の蒼井そらが挙げられていたが、「野獣先輩」がそれを越えつつあるあるとされている。

#### 中華民国（台湾）
中華民国（台湾）においては、2025年（令和7年）5月14日が民国紀元において民国114年5月14日となり、台湾のインターネット上や王道商業銀行本社などで盛り上がりを見せた。

### 「淫夢くん」とスローロリス
『真夏の夜の淫夢』冒頭に登場するサルのような動物は「淫夢くん」と通称されており、スローロリスがそれに似ているとされた。2012年（平成24年）には脇をくすぐられて片腕を上げたスローロリスがガッツポーズをする様子に『機動戦士ガンダムUC』の楽曲を合わせた動画『完全勝利した淫夢くんUC』がニコニコ動画に投稿され、再生数は300万回に達した。しかしスローロリス研究家のアンナ・ネカリスは、ガッツポーズのように見えるのは喜びではなく頭を保護しようとする行為であり、動物虐待の可能性があると指摘している。
2016年（平成28年）3月12日にはニコニコ生放送で生き物の様子を長時間生中継する番組『今月のいきもの』第6弾でスローロリスが取り上げられ、番組で借り受けたスローロリスが片腕を自発的に60秒間上げ続ける「スーパーガッツポーズタイム」を目指していた。同年4月末のニコニコ超会議では「スローロリス パワースポット」が設置され、3月放送の『今月のいきもの』で視聴者により「いんむくん」と命名されたスローロリスが展示された。

### 野獣の日
2016年（平成28年）には8月10日を「野獣の日」と掛け、当日はTwitter上で、元ネタがゲイビデオであると知らないユーザーまで巻き込み「#野獣の日」のハッシュタグが終日トレンド入りする事態となった。また、この日には東京都世田谷区下北沢にあるコートコーポレーションの本社（通称「野獣邸」）周辺に大勢の人が集まり、近所迷惑や警察沙汰となることがある（詳細は後述）。

### 『YAJU&U』とダンスの流行
2024年（令和6年）下半期ごろから、野獣先輩を元にしたAI楽曲『YAJU&U』が流行した。2024年（令和6年）6月8日にはXにてこの曲の振り付けが考案され、その後から「野獣先輩ダンス」「野獣ダンス」「YAJU&Uダンス」としてTikTokを中心に若年層がこのダンスを踊る結果となった。2024年5月にYouTubeに投稿された『YAJU&U』の楽曲動画は2025年3月22日時点で2000万に近い再生数に達している。
2025年（令和7年）3月3日、フジテレビ『ネタパレ』の公式TikTokアカウントが「インポッシブルが野獣先輩ダンスに挑戦！！！」と題して、お笑いコンビのインポッシブルがこのダンスを踊る動画を投稿した。しかし、その後動画は削除された。また同月19日、タレントのあのがこのダンスを踊る動画がTikTokに投稿された。同月22日、ミュージシャンの広瀬香美は、Xにて「野獣先輩　#野獣先輩 　#流行ってる　#良い曲だけど経緯がわからん」と投稿した。
2025年5月14日には、アメリカの大手音楽メディアであるピッチフォーク・メディアにより『YAJU&U』のレビューが掲載された。同レビューでは「ジョン・レノンに匹敵する政治的脅威」といった意見に言及されたほか、レビュアーは「最悪のサマーキャンプで焚き火を囲んで歌ったような、吐き気を催すような代物だ」との旨を述べている。

## 批判
本ミームは、映像を無断で利用することによる著作権の問題、野獣先輩やその他出演者に対する肖像権やプライバシー権などの人格権の侵害及び誹謗中傷、ゲイへの揶揄や差別など、多数の倫理的問題が指摘されている。
日本大学法学部新聞学科専任講師の平井智尚は、ニコニコ動画における『真夏の夜の淫夢』に関連する動画を「一定の視聴を集めながらも、特定の圏域以外での言及がはばかられてきた」とした上で、その理由として「性的マイノリティを対象としたポルノグラフィであるがゆえに倫理的制約が高くなること」「動画の大半が元ネタに関連する人物を笑いものとして扱っていること」を挙げている。
メディアプロダクションのKAI-YOUは、淫夢と共におとわっかを挙げ、「インターネット上にLGBTQ+を嘲笑する文化が根強く残っていること」について大きな問題だとした。ライターの松岡宗嗣は、「おとわっか」「淫夢」「ゴリラゲイ雨」といったインターネット・ミームについて、単なる差別的なネタでしかないとして、一連の話題を好意的に受け止めたドワンゴ取締役の栗田穣崇に対しても批判的な投稿を行なっている。
2016年にはニコニコ生放送とAbemaTVのネット配信番組において、タレントの大島薫が野獣先輩が現在何をしているのかを突き止めようとする企画を立ち上げるも、プライバシーの侵害に当たるとして中止されるといった事も起きている。

## 問題

### 誤情報の流布
2010年（平成22年）9月7日に尖閣諸島で発生した中国漁船衝突事件では、海上保安庁からの映像流出に加え、「海上保安庁の職員が死亡した」のような誤情報が流布されるなどの問題も発生した。その中には「谷岡と佐川という職員が殉職した」と具体的な名前が付けられたものも存在したが、これらの名前も『真夏の夜の淫夢』における出演者の役名や通称に由来するものであった。実際にはこの衝突事件による死者は発生していない。
政治団体「SEALDs」が活動していた2015年（平成27年）ごろには、Twitterで「SEALDs淫夢同好会」を名乗るアカウントからの「イスラム国の皆さん、酒を酌み交わし対話しましょう」との書き込みに対し、ISIS（イスラム国）関係者を名乗る「isis_bin_ya_ju」が「イスラムはアルコールを飲まない。」と返信するやり取りが行われていた。双方ともいわゆる「釣りアカウント」であったが、産経新聞社の論壇誌『正論』2016年2月号では実際の「SEALDs」による言動であると誤解され、事実関係の精査が不十分な状態で掲載されることとなった。

### 「聖地巡礼」による迷惑行為
東京都世田谷区下北沢にあるコートコーポレーションの本社は『真夏の夜の淫夢』の撮影にも使用されており、しばしば「野獣邸」と称されることがある。「野獣の日（先述）」の語呂合わせとなる8月10日には、この「野獣邸」を聖地と称して巡礼し、参加者同士で交流したり、11時45分14秒に「野獣邸」を指差し台詞を叫んだりする「聖地巡礼」イベントが行われている。しかし本イベントを巡っては、近隣住民から北沢警察署や世田谷区に対して「恐怖を覚えている」とする相談が寄せられているほか、参加者同士のトラブルに発展して警察沙汰となった事例もある。
また、町内会から相談を受けた探偵事務所のRSKリサーチにより、一部参加者を特定した上で、被害届の提出と、損害賠償請求を行うとされる通知が発行されている。同事務所は、参加者が道路を塞ぐことから、道路交通法に抵触すると指摘しているほか、周辺に教育施設があることを理由として、東京都青少年健全育成条例違反としての対応も検討するとした。また、大きな声を出して騒ぐと言った行動やSNSやYouTubeなどへの投稿によって、近隣住民が恐怖を抱いていると指摘している。
2023年（令和5年）7月25日にはコートコーポレーションが公式サイトにて「8月10日に関するお願い」というタイトルの注意文を公開し、8月10日は会社が定めた記念日ではなく、当日に限らず「聖地巡礼」などと称した北沢3丁目やその近隣への来訪は控えるよう付言した上で、毎年この日に会社の前に大勢の人が集まって大声で騒いでいることにより、無関係の近隣住民が迷惑や恐怖を感じているとして、悪質な迷惑行為には然るべき処置を取る事を告知した。2025年（令和7年）の野獣の日の際には、「野獣邸」の前に4ヶ国語で「撮影禁止」「警察を呼びます」と記載された看板が設置されたほか、警察官による巡回が行われた。
KAI-YOUは参加者について「同性愛者を侮辱する迷惑集団」、音楽ナタリーは「同性愛差別ミームで騒ぐ迷惑集団」と表現している。

### 「YJSNPIウイルス」の拡散
2016年（平成28年）11月ごろより、iOS端末のいわゆる「脱獄」ツールを騙った不正プロファイル「iXintpwn（アイシントポウン）」、通称「YJSNPIウイルス（ヤジュウセンパイウイルス）」がTwitterやYouTubeなどで拡散されるようになり、セキュリティ企業のトレンドマイクロが解説と注意喚起を行った。感染すると「YJSNPI（野獣先輩）」と呼ばれる人物の顔が写るアイコンがホーム画面に大量に生成され、アイコンが削除不可能になるなど動作に支障をきたすものであった。

## 反応
- ラッパーのrirugiliyangugili（リルギリ）は、2025年8月10日に「野獣邸」付近へ集まった人々の中に突撃する形で、新曲「IKEN」のミュージック・ビデオを撮影、その日のうちに公開した[50][51]。この際、集団とトラブルになる様子がX（旧Twitter）にて拡散されている[50]。リルギリは15日のTwitch配信にて「（8月10日の）2日前に思いついた[54]」「ただただ面白そうだったから行った[55]」「最近顔も知らないような人間にとやかく言われることが増えたから、めちゃくちゃそれにむかついて、〈中略〉で、丁度野獣（の日）ってそういう感じのアレやから、丁度いいやんってなった[56]」等と言及した。YouTuberのPDRさんは、リルギリを「赤髪のクソダサイキリが乱入」としたX（旧Twitter）のポストを紹介し「その場にいた人は他の人をクソダサいイキリと呼ぶ権利はないと思う」としたほか、「低予算でMVが作れる」「エキストラを雇わずに済む」「警察に出てもらえる」「話題に便乗できる」と評価した[57]。